# 大人になっても
『大人になっても』は、日本の音楽グループスチャダラパーの13枚目のシングルである。1997年6月1日発売。発売元はEMIミュージック・ジャパン。

## 概要
- 前作から11ヶ月ぶりとなるシングル。
- フジテレビ「ポンキッキーズ」にて番組内で歌われた。

## 収録曲
1. 大人になっても(4:51)
2. 大人になっても (Saga MIX)(4:15)
3. 大人になっても (Instrumental)(4:50)

作詞・作曲：松本洋介・松本真介・光嶋誠、編曲：スチャダラパー

## 収録アルバム

### 大人になっても
- ベスト『東芝クラシックス95-97』（1998年3月25日）
- オムニバス『ポンキッキーズ・メロディー2』（1998年12月1日）
- ベスト『THE BEST OF スチャダラパー1990～2010』（2010年2月24日）

### 大人になっても (Saga MIX)
- ベスト『東芝クラシックス95-97』（1998年3月25日）